# Korean Central Broadcasting Station
Die Korean Central Broadcasting Station (KCBS) ist ein Mittel- und Kurzwellensender aus Nordkorea, sendet ausschließlich in koreanischer Sprache und wird als Inlandsdienst betrieben.
Die überwiegend aus der Zentrale in Pjöngjang kommenden Sendungen sind in den Wintermonaten auch in Europa zu empfangen; Chancen dazu bietet vor allem die starke MW-Frequenz 819 kHz. Empfangsberichte werden nach einer Wartezeit von etwa drei Monaten mit QSL-Karten des Auslandsdienstes "Voice of Korea" bestätigt. Die bevorzugten Sendefrequenzen auf Kurzwelle sind u. a.: 2850, 3220, 3350, 3481, 3920 und 3959 kHz. Im Mittelwellenbereich wird auf 720, 765, 819, 873, 882, 927 und 999 kHz gearbeitet.